# Batesville (Indiana)
Batesville es una ciudad ubicada en el condado de Ripley en el estado estadounidense de Indiana. En el Censo de 2010 tenía una población de 6.520 habitantes y una densidad poblacional de 409,13 personas por km².

## Geografía
Batesville se encuentra ubicada en las coordenadas 39°17′52″N 85°12′48″O / 39.29778, -85.21333. Según la Oficina del Censo de los Estados Unidos, Batesville tiene una superficie total de 15.94 km², de la cual 15.77 km² corresponden a tierra firme y (1.07%) 0.17 km² es agua.

## Demografía
Según el censo de 2010, había 6.520 personas residiendo en Batesville. La densidad de población era de 409,13 hab./km². De los 6.520 habitantes, Batesville estaba compuesto por el 95.06% blancos, el 0.32% eran afroamericanos, el 0.23% eran amerindios, el 1.72% eran asiáticos, el 0.09% eran isleños del Pacífico, el 1.56% eran de otras razas y el 1.01% pertenecían a dos o más razas. Del total de la población el 3.27% eran hispanos o latinos de cualquier raza.